# Blauer Wittling
Der Blaue Wittling (Micromesistius poutassou) ist eine Fischart aus der Familie der Dorsche. Er wird 40 bis 50 cm lang und kommt im nördlichen Atlantik vor. Sein genaues Verbreitungsgebiet reicht im nordöstlichen Atlantik von der Barentssee, die norwegische Küste entlang bis zur Küste des nordwestlichen Afrikas bis Kap Bojador. Außerdem kommt er im westlichen Mittelmeer vor. In der Deutschen Bucht wurde er erstmals im März 1964 beobachtet. Im westlichen Atlantik lebt er von der Küste Südgrönlands bis zur Küste der nordöstlichen USA.

## Merkmale
Blaue Wittlinge sind auf der Oberseite graublau, die Unterseite ist mehr weißlich. Der Abstand zwischen den drei Rückenflossen ist lang, der Abstand zwischen der zweiten und der dritten ist länger als die Basis der ersten. An der Basis der Brustflossen befindet sich manchmal ein schwarzer Fleck. Der Unterkiefer steht etwas vor. Eine Kinnbartel fehlt. Maul- und Kiemenhöhle sind schwarz. Das Seitenlinienorgan ist durchgehend.
Flossenformel: Dorsale 0/24–28, Anale 33–39 Ventrale I/2–5, Pectorale 11–25

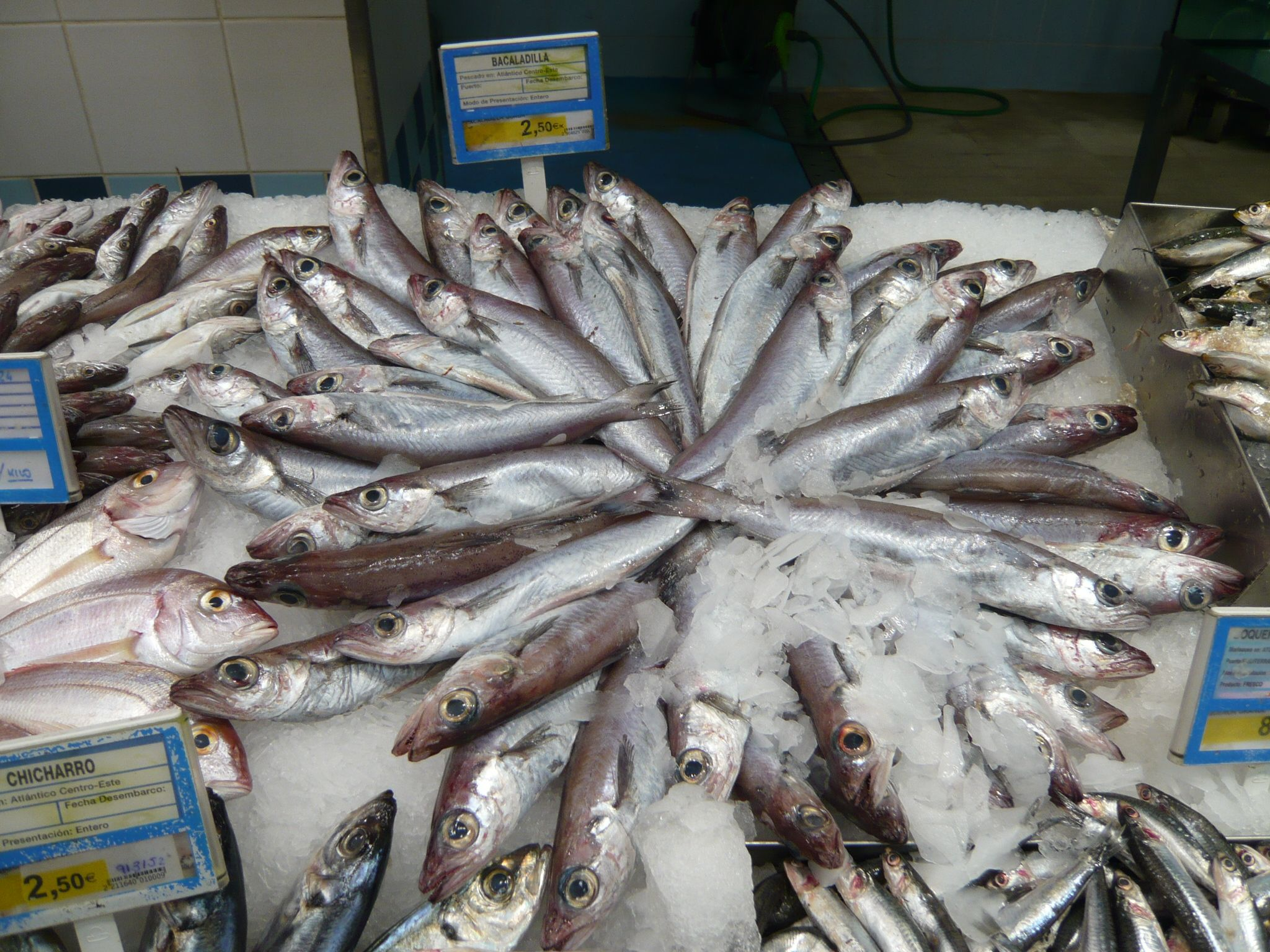
Blaue Wittlinge auf einem Fischmarkt in Spanien

## Lebensweise
Blaue Wittlinge leben als pelagische Schwarmfische in Tiefen von 100 bis 1000 Metern. Sie halten sich vor allem über Kontinentalabhängen in Tiefen von 150 bis 400 Metern auf, gehen jedoch auch in das offene Meer. Sie ernähren sich von kleinen Krebstieren, kleinen Fischen und Kopffüßern und machen die täglichen Vertikalwanderungen ihrer Beutetiere mit. Während sie sich tagsüber eher in der Nähe des Meeresgrundes aufhalten, steigen sie nachts näher zur Wasseroberfläche auf. Bei Norwegen, Island, und westlich der Britischen Inseln laichen sie von März bis April. Die Weibchen legen 6000 bis 150.000 pelagische Eier, die einen Durchmesser von einem Millimeter haben. Die Larven schlüpfen, abhängig von der Wassertemperatur, nach etwa einer Woche und sind dann etwa drei Millimeter lang. Nach der Laichzeit ziehen die Schwärme in ihre Fressgründe nach Norden. Im ersten Lebensjahr erreichen sie eine Länge von 16 cm, im fünften sind sie etwa 25 bis 30 cm lang. Geschlechtsreif werden sie mit etwa 2 bis 7 Jahren.

## Nutzung
Der Blaue Wittling wird wie andere Schwarmfische auch in der Regel mit Schleppnetzen gefangen. Der Speisefisch wird stark befischt, sowohl frisch als auch gefroren vermarktet und unter anderem zu Fischstäbchen, aber auch zu Fischöl, Fischmehl und Surimi verarbeitet. Im Jahre 2001 wurden 1,8 Millionen Tonnen Blauer Wittling gefangen.